# Ermita del Santísimo Cristo de la Vera Cruz (Teguise)
La ermita del Santísimo Cristo de la Vera Cruz es un pequeño templo católico situado en la Villa de Teguise en la isla de Lanzarote (Islas Canarias, España). La ermita es famosa porque en su interior se venera la imagen del Santísimo Cristo de la Vera Cruz, que es la imagen cristológica más venerada de la isla de Lanzarote. 

## Historia
La ermita fue fundada en el siglo XVII, el retablo principal del templo enmarca la talla del Cristo crucificado de la Vera Cruz que da nombre al templo. La imagen data del mismo siglo de la fundación de la ermita y fue traída desde Portugal por la familia Betancort Ayala. La escultura, de una gran devoción histórica en la isla, es de madera policromada de color verdoso, lo que le da un aspecto original y único entre las imágenes religiosas de la época. Además posee una cabellera natural de la que se dice fue donada por una feligresa en agradecimiento a una petición satisfecha.

## Características
La ermita consta de una nave rectangular con sacristía adosada a la derecha y sostenida su estructura por gruesos contrafuertes. Sus esquinas son de cantería de piedra negra (típica en construcciones de Teguise), techo de madera a dos aguas, cubierto con torta y adobe, y festoneado por tejas.
Además del Cristo, en este templo se encuentran dos cuadros-retablos. El cuadro de Los Desposorios de la Virgen, y el otro representa Pentecostés. Ambas, pinturas fueron importadas en el siglo XVII, pero ambas de escuelas canarias. La primera de ellas es una obra del pintor tinerfeño Cristóbal Hernández de Quintana. El de Pentecostés se desconoce su autor pero sí se sabe que pertenece a la escuela canaria.

## Galería

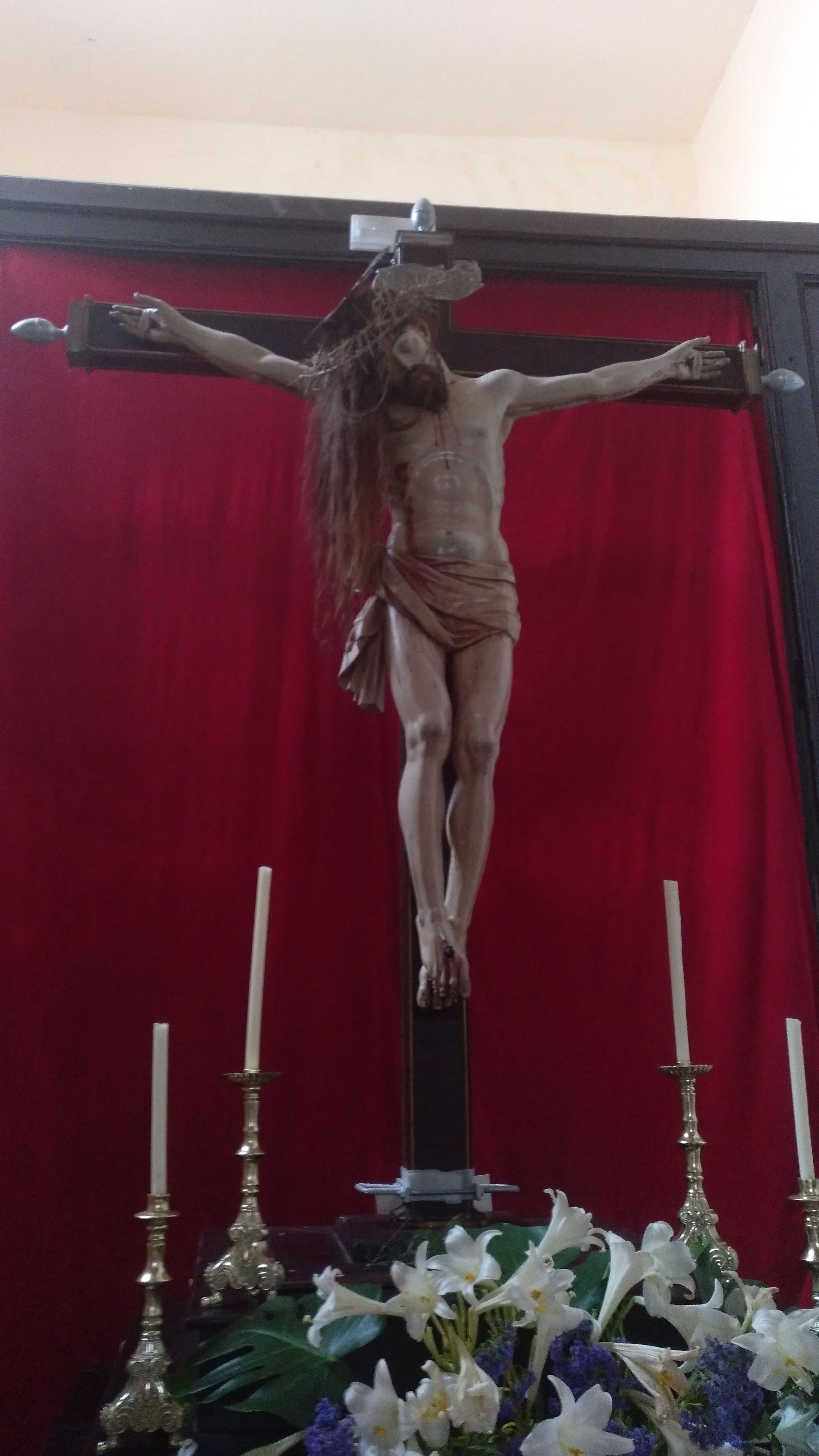
Imagen del Santísimo Cristo de la Vera Cruz, la imagen cristológica más venerada de la isla de Lanzarote.
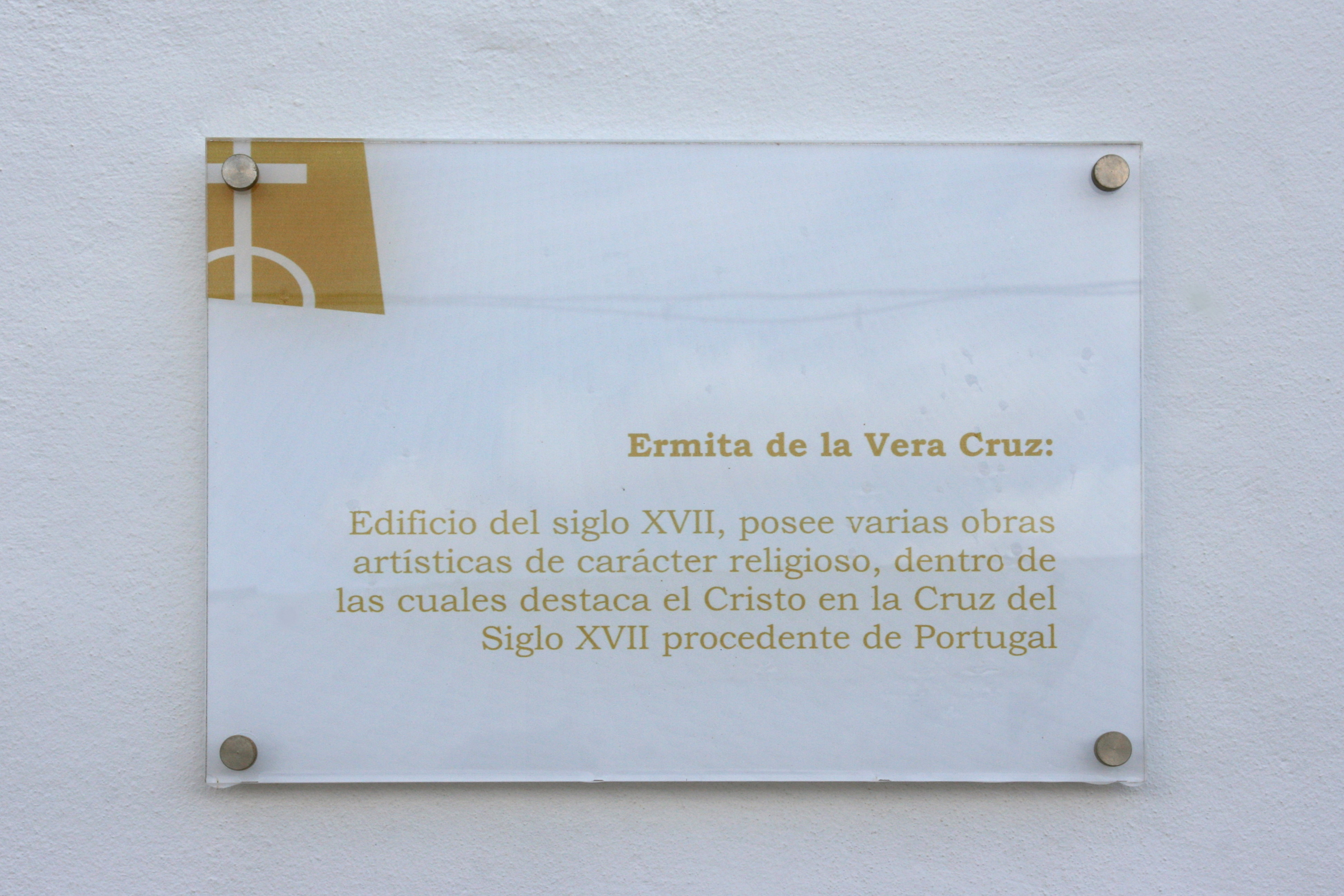
Placa con la historia del templo.
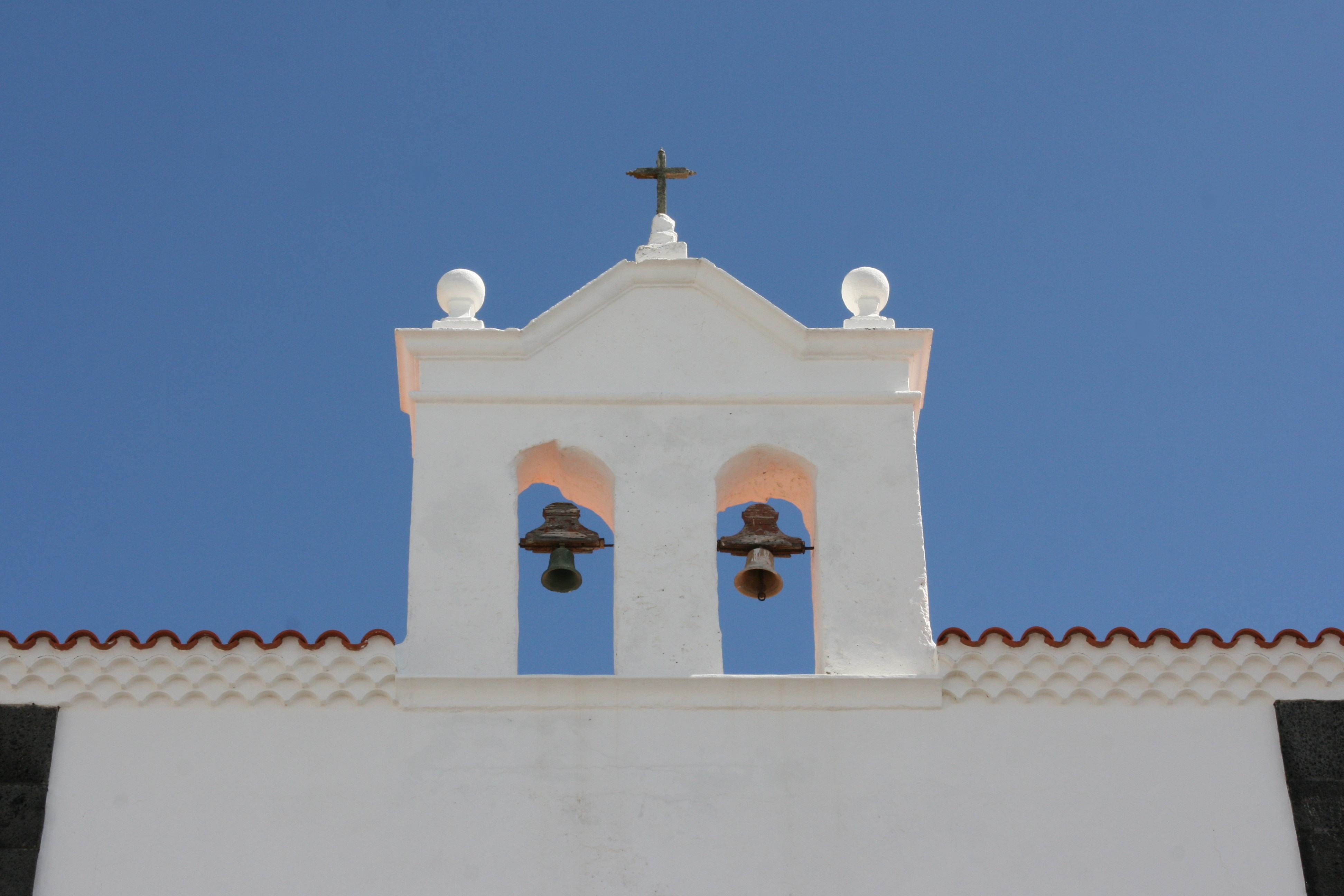
Campanario de la ermita.